# Segunda División de México 1988-89
La Temporada 1988-89 de la Segunda División de México fue el XL torneo de la historia de la segunda categoría del fútbol mexicano. El equipo de los Potros Neza se proclamó campeón por primera ocasión tras vencer al Atlético Yucatán en un tercer partido celebrado en el Estadio Jalisco. Aunque finalmente el conjunto no ascendería al ser adquirida su franquicia por los Tiburones Rojos de Veracruz quienes finalmente ascenderían a Primera División.

## Cambios
- Cobras de Ciudad Juárez ascendió a Primera División.
- Santos Laguna también ascendió a Primera División, tras comprar al Ángeles de Puebla.
- No hubo ningún descenso desde el máximo circuito, ya que le correspondía a Correcaminos de la UAT, sin embargo, este club compró al Deportivo Neza para permanecer en la primera categoría del fútbol mexicano. El lugar del equipo tamaulipeco en Segunda División fue comprado por el Atlante, que lo utilizó para crear un equipo llamado Potros Neza el cual funcionó para darle minutos de juego a sus jugadores juveniles y a los mayores que no tenían cabida en el equipo principal.
- Texcoco, Águila Progreso Industrial y Oaxaca descendieron a Segunda B.
- Nuevo León y Pachuca ascendieron desde la Segunda B, mientras que Ecatepec consiguió subir desde la Tercera División.
- El Club Querétaro fue invitado a la Segunda División para ocupar el lugar que dejó vacante Santos Laguna.
- Apatzingán fue comprado por nuevos dueños, por lo que el equipo cambió su sede a Mérida y fue renombrado como Atlético Yucatán.

## Formato de competencia
Los veinte equipos se dividen en cuatro grupos de cinco clubes, manteniendo los juegos entre los 20 en formato de todos contra todos a visita recíproca en 38 jornadas. Los dos primeros lugares de cada agrupación se clasifican a la liguilla en donde los ocho clubes se reparten en dos grupos de cuatro conjuntos, siendo los líderes los que jugarán la final por el campeonato a visita recíproca. El último lugar de la tabla general desciende directamente a Segunda 'B', mientras que los lugares 16.º, 17.º, 18.º y 19.º deberán jugar un grupo de permanencia, en el cual los últimos dos puestos completarán el descenso.

## Equipos participantes

### Equipos por Entidad Federativa
| Entidad Federativa | N.º | Equipos                       |
| ------------------ | --- | ----------------------------- |
| Estado de México   | 3   | Ecatepec, Potros Neza y SUOO  |
| Jalisco            | 3   | FEG, Club Jalisco y Tapatío   |
| Querétaro          | 2   | Querétaro FC y U.A. Querétaro |
| Quintana Roo       | 2   | Chetumal y Pioneros           |
| Colima             | 1   | Tecomán                       |
| Guanajuato         | 1   | León                          |
| Hidalgo            | 1   | Pachuca                       |
| Michoacán          | 1   | La Piedad                     |
| Morelos            | 1   | Zacatepec                     |
| Nayarit            | 1   | Tepic                         |
| Nuevo León         | 1   | Nuevo León                    |
| Oaxaca             | 1   | Salina Cruz                   |
| Veracruz           | 1   | Orizaba                       |
| Yucatán            | 1   | Atlético Yucatán              |

### Información sobre los equipos participantes
| Equipo             | Ciudad                                | Estadio                  |
| ------------------ | ------------------------------------- | ------------------------ |
| Atlético Yucatán   | Mérida, Yucatán                       | Carlos Iturralde Rivero  |
| Chetumal           | Chetumal, Quintana Roo                | José López Portillo      |
| Ecatepec           | Ecatepec de Morelos, Estado de México | Morelos                  |
| F.E.G.             | Guadalajara, Jalisco                  | Tecnológico de la U de G |
| Inter de Tijuana   | Tijuana, Baja California              | Estadio Cerro Colorado   |
| Jalisco            | Guadalajara, Jalisco                  | Jalisco                  |
| La Piedad          | La Piedad, Michoacán                  |                          |
| León               | León, Guanajuato                      | Nou Camp                 |
| Nuevo León         | Monterrey, Nuevo León                 | Tecnológico              |
| Orizaba            | Orizaba, Veracruz                     | Socum                    |
| Pachuca            | Pachuca, Hidalgo                      | Revolución Mexicana      |
| Pioneros de Cancún | Cancún, Quintana Roo                  | Cancún 86                |
| Potros Neza        | Nezahualcóyotl, Estado de México      | Neza 86                  |
| Querétaro          | Santiago de Querétaro, Querétaro      | Corregidora              |
| Salina Cruz        | Salina Cruz, Oaxaca                   | Heriberto Kehoe Vincent  |
| S.U.O.O.           | Cuautitlán, Estado de México          | Los Pinos                |
| Tapatío            | Guadalajara, Jalisco                  | Anacleto Macías          |
| Tecomán            | Tecomán, Colima                       | IAETAC                   |
| Tepic              | Tepic, Nayarit                        | Nicolás Álvarez Ortega   |
| U.A. Querétaro     | Santiago de Querétaro, Querétaro      | Corregidora              |
| Zacatepec          | Zacatepec, Morelos                    | Agustín Coruco Díaz      |

## Grupos

### Grupo 1
| Pos. | Equipo             | Pts. | PJ | G  | E  | P  | GF | GC | Dif. | Clasificación               |
| ---- | ------------------ | ---- | -- | -- | -- | -- | -- | -- | ---- | --------------------------- |
| 1    | La Piedad          | 60   | 38 | 18 | 12 | 8  | 49 | 31 | +18  | Cuadrangular de la liguilla |
| 2    | U. A. de Querétaro | 59   | 38 | 18 | 9  | 11 | 59 | 45 | +14  | Cuadrangular de la liguilla |
| 3    | León               | 56   | 38 | 15 | 15 | 8  | 56 | 37 | +19  |                             |
| 4    | Salina Cruz        | 43   | 38 | 10 | 18 | 10 | 43 | 46 | −3   |                             |
| 5    | FEG (D)            | 28   | 38 | 6  | 12 | 20 | 33 | 52 | −19  | Descenso de categoría       |

 Fuente: RSSSF

### Grupo 2
| Pos. | Equipo      | Pts. | PJ | G  | E  | P  | GF | GC | Dif. | Clasificación               |
| ---- | ----------- | ---- | -- | -- | -- | -- | -- | -- | ---- | --------------------------- |
| 1    | Nuevo León  | 53   | 38 | 15 | 13 | 10 | 54 | 37 | +17  | Cuadrangular de la liguilla |
| 2    | Jalisco     | 53   | 38 | 14 | 14 | 10 | 57 | 44 | +13  | Cuadrangular de la liguilla |
| 3    | Chetumal    | 48   | 38 | 14 | 12 | 12 | 42 | 36 | +6   |                             |
| 4    | Querétaro   | 44   | 38 | 13 | 11 | 14 | 52 | 58 | −6   |                             |
| 5    | Tapatío (D) | 40   | 38 | 9  | 14 | 15 | 47 | 52 | −5   | Grupo de descenso           |

 Fuente: RSSSF

### Grupo 3
| Pos. | Equipo                     | Pts. | PJ | G  | E  | P  | GF | GC | Dif. | Clasificación               |
| ---- | -------------------------- | ---- | -- | -- | -- | -- | -- | -- | ---- | --------------------------- |
| 1    | Potros Neza (C)            | 56   | 38 | 17 | 11 | 10 | 53 | 39 | +14  | Cuadrangular de la liguilla |
| 2    | Yucatán                    | 51   | 38 | 14 | 12 | 12 | 56 | 60 | −4   | Cuadrangular de la liguilla |
| 3    | Pachuca                    | 47   | 38 | 15 | 6  | 17 | 53 | 66 | −13  |                             |
| 4    | Orizaba / Inter de Tijuana | 43   | 38 | 12 | 12 | 14 | 44 | 50 | −6   |                             |
| 5    | Deportivo Tepic            | 39   | 38 | 10 | 14 | 14 | 48 | 63 | −15  | Grupo de descenso           |

 Fuente: RSSSF

### Grupo 4
| Pos. | Equipo                 | Pts. | PJ | G  | E  | P  | GF | GC | Dif. | Clasificación               |
| ---- | ---------------------- | ---- | -- | -- | -- | -- | -- | -- | ---- | --------------------------- |
| 1    | Zacatepec              | 56   | 38 | 18 | 8  | 12 | 57 | 38 | +19  | Cuadrangular de la liguilla |
| 2    | SUOO                   | 51   | 38 | 16 | 9  | 13 | 51 | 53 | −2   | Cuadrangular de la liguilla |
| 3    | Tecomán                | 43   | 38 | 11 | 12 | 15 | 43 | 47 | −4   |                             |
| 4    | Ecatepec               | 35   | 38 | 10 | 10 | 18 | 41 | 54 | −13  | Grupo de descenso           |
| 5    | Pioneros de Cancún (D) | 33   | 38 | 8  | 10 | 20 | 29 | 59 | −30  | Grupo de descenso           |

 Fuente: RSSSF

## Tabla general
| Pos. | Equipo                     | Pts. | PJ | G  | E  | P  | GF | GC | Dif. | Clasificación               |
| ---- | -------------------------- | ---- | -- | -- | -- | -- | -- | -- | ---- | --------------------------- |
| 1    | La Piedad                  | 60   | 38 | 18 | 12 | 8  | 49 | 31 | +18  | Cuadrangular de la liguilla |
| 2    | U. A. de Querétaro         | 59   | 38 | 18 | 9  | 11 | 59 | 45 | +14  | Cuadrangular de la liguilla |
| 3    | Potros Neza (C)            | 56   | 38 | 17 | 11 | 10 | 53 | 39 | +14  | Cuadrangular de la liguilla |
| 4    | Zacatepec                  | 56   | 38 | 18 | 8  | 12 | 57 | 38 | +19  | Cuadrangular de la liguilla |
| 5    | León                       | 56   | 38 | 15 | 15 | 8  | 56 | 37 | +19  |                             |
| 6    | Nuevo León                 | 53   | 38 | 15 | 13 | 10 | 54 | 37 | +17  | Cuadrangular de la liguilla |
| 7    | Jalisco                    | 53   | 38 | 14 | 14 | 10 | 57 | 44 | +13  | Cuadrangular de la liguilla |
| 8    | SUOO                       | 51   | 38 | 16 | 9  | 13 | 51 | 53 | −2   | Cuadrangular de la liguilla |
| 9    | Yucatán                    | 51   | 38 | 14 | 12 | 12 | 56 | 60 | −4   | Cuadrangular de la liguilla |
| 10   | Chetumal                   | 48   | 38 | 14 | 12 | 12 | 42 | 36 | +6   |                             |
| 11   | Pachuca                    | 47   | 38 | 15 | 6  | 17 | 53 | 66 | −13  |                             |
| 12   | Querétaro                  | 44   | 38 | 13 | 11 | 14 | 52 | 58 | −6   |                             |
| 13   | Orizaba / Inter de Tijuana | 43   | 38 | 12 | 12 | 14 | 44 | 50 | −6   |                             |
| 14   | Tecomán                    | 43   | 38 | 11 | 12 | 15 | 43 | 47 | −4   |                             |
| 15   | Salina Cruz                | 43   | 38 | 10 | 18 | 10 | 43 | 46 | −3   |                             |
| 16   | Tapatío (D)                | 40   | 38 | 9  | 14 | 15 | 47 | 52 | −5   | Grupo de descenso           |
| 17   | Deportivo Tepic            | 39   | 38 | 10 | 14 | 14 | 48 | 63 | −15  | Grupo de descenso           |
| 18   | Ecatepec                   | 35   | 38 | 10 | 10 | 18 | 41 | 54 | −13  | Grupo de descenso           |
| 19   | Pioneros de Cancún (D)     | 33   | 38 | 8  | 10 | 20 | 29 | 59 | −30  | Grupo de descenso           |
| 20   | FEG (D)                    | 28   | 38 | 6  | 12 | 20 | 33 | 52 | −19  | Descenso de categoría       |

 Fuente: RSSSF

## Resultados
| Local \ Visitante  | YUC | CHE | ECA | FEG | JAL | LPD | LEO | NL  | ORI | PAC | PIO | POT | QUE | SAC | SUO | TAP | TEC | TEP | UAQ | ZAC |
| ------------------ | --- | --- | --- | --- | --- | --- | --- | --- | --- | --- | --- | --- | --- | --- | --- | --- | --- | --- | --- | --- |
| Yucatán            | —   | 3–2 | 3–1 | 0–0 | 1–1 | 0–0 | 1–1 | 0–0 | 2–1 | 2–2 | 2–2 | 1–2 | 0–2 | 0–1 | 4–1 | 3–2 | 2–0 | 2–2 | 0–1 | 3–1 |
| Chetumal           | 1–0 | —   | 1–1 | 0–0 | 1–1 | 1–0 | 2–0 | 0–3 | 0–0 | 6–0 | 4–0 | 0–0 | 1–0 | 1–0 | 1–3 | 0–0 | 5–1 | 4–0 | 1–0 | 2–1 |
| Ecatepec           | 2–0 | 0–1 | —   | 2–0 | 1–1 | 1–0 | 1–0 | 1–0 | 0–0 | 1–1 | 3–0 | 0–1 | 2–0 | 0–0 | 1–1 | 2–0 | 2–1 | 3–2 | 1–2 | 0–1 |
| FEG                | 1–3 | 1–3 | 1–0 | —   | 1–2 | 0–1 | 0–0 | 1–2 | 0–2 | 3–1 | 3–1 | 0–2 | 0–0 | 0–0 | 1–1 | 0–0 | 0–2 | 0–0 | 2–1 | 0–0 |
| Jalisco            | 2–0 | 2–0 | 3–1 | 1–1 | —   | 2–3 | 1–1 | 1–1 | 6–0 | 3–1 | 3–1 | 1–0 | 0–0 | 3–0 | 1–0 | 1–2 | 2–1 | 2–2 | 0–0 | 1–1 |
| La Piedad          | 2–0 | 2–0 | 1–0 | 1–0 | 2–0 | —   | 1–0 | 1–1 | 2–1 | 2–0 | 1–0 | 0–0 | 1–1 | 1–1 | 1–1 | 1–0 | 1–1 | 4–1 | 0–0 | 2–0 |
| León               | 2–4 | 0–1 | 3–1 | 3–2 | 1–1 | 2–5 | —   | 2–1 | 2–2 | 2–0 | 6–0 | 4–1 | 3–1 | 2–2 | 3–1 | 3–0 | 3–0 | 1–0 | 2–0 | 1–0 |
| Nuevo León         | 1–1 | 2–0 | 6–2 | 1–0 | 3–1 | 4–1 | 0–0 | —   | 0–1 | 5–2 | 2–0 | 0–0 | 2–1 | 2–1 | 1–2 | 0–0 | 2–1 | 3–0 | 2–3 | 1–0 |
| Orizaba            | 2–4 | 1–0 | 2–0 | 1–0 | 1–0 | 1–2 | 1–1 | 2–1 | —   | 1–2 | 0–1 | 4–1 | 2–2 | 4–1 | 1–0 | 1–1 | 0–0 | 2–2 | 1–2 | 1–1 |
| Pachuca            | 3–4 | 1–1 | 3–1 | 4–0 | 2–0 | 0–3 | 0–1 | 1–1 | 2–1 | —   | 2–0 | 1–0 | 4–2 | 1–4 | 5–2 | 2–0 | 2–1 | 1–0 | 2–0 | 0–0 |
| Pioneros de Cancún | 1–1 | 2–0 | 0–0 | 0–4 | 1–3 | 0–0 | 1–1 | 0–0 | 0–0 | 2–0 | —   | 2–2 | 3–1 | 4–2 | 0–1 | 1–0 | 0–2 | 3–1 | 1–1 | 0–1 |
| Potros Neza        | 2–2 | 0–0 | 4–1 | 3–1 | 2–1 | 1–0 | 0–1 | 2–2 | 1–0 | 3–0 | 2–0 | —   | 0–0 | 3–0 | 0–1 | 3–0 | 2–1 | 4–0 | 1–0 | 1–0 |
| Querétaro          | 3–0 | 2–0 | 3–3 | 1–1 | 2–1 | 3–1 | 1–0 | 2–1 | 1–1 | 0–2 | 2–1 | 2–3 | —   | 1–1 | 3–1 | 2–1 | 1–3 | 0–3 | 1–2 | 3–2 |
| Salina Cruz        | 2–2 | 2–2 | 1–0 | 2–1 | 1–1 | 2–2 | 2–1 | 1–1 | 4–0 | 3–2 | 1–0 | 1–1 | 0–1 | —   | 1–1 | 1–1 | 0–0 | 0–0 | 0–2 | 2–2 |
| SUOO               | 0–1 | 2–0 | 2–1 | 1–2 | 1–4 | 3–2 | 0–0 | 3–0 | 0–3 | 1–1 | 0–1 | 1–0 | 3–0 | 1–1 | —   | 3–2 | 2–4 | 2–2 | 2–1 | 2–1 |
| Tapatío            | 5–0 | 1–1 | 1–1 | 3–2 | 1–1 | 1–0 | 0–0 | 1–1 | 2–0 | 0–1 | 3–0 | 1–1 | 1–3 | 0–1 | 0–0 | —   | 2–3 | 4–2 | 2–2 | 0–1 |
| Tecomán            | 1–2 | 0–0 | 2–1 | 3–2 | 1–2 | 2–0 | 1–1 | 0–1 | 0–0 | 2–0 | 0–0 | 1–1 | 1–1 | 0–1 | 1–2 | 0–2 | —   | 3–1 | 1–1 | 0–0 |
| Tepic              | 3–1 | 2–0 | 2–2 | 1–0 | 1–1 | 0–0 | 1–1 | 0–0 | 2–3 | 2–0 | 2–1 | 2–0 | 2–2 | 0–0 | 0–2 | 3–3 | 1–0 | —   | 2–1 | 2–1 |
| U.A. Querétaro     | 1–2 | 0–0 | 4–2 | 3–2 | 3–1 | 0–0 | 1–1 | 2–1 | 1–0 | 4–2 | 2–0 | 5–2 | 4–1 | 2–1 | 0–1 | 1–3 | 1–1 | 4–1 | —   | 2–0 |
| Zacatepec          | 4–0 | 3–0 | 1–0 | 1–1 | 3–0 | 1–3 | 1–1 | 1–0 | 4–1 | 3–0 | 1–0 | 3–2 | 2–1 | 1–0 | 3–1 | 5–2 | 1–2 | 3–1 | 3–0 | —   |

## Liguilla

### Grupo de Campeonato A
| Pos. | Equipo      | Pts. | PJ | G | E | P | GF | GC | Dif. | Clasificación     |
| ---- | ----------- | ---- | -- | - | - | - | -- | -- | ---- | ----------------- |
| 1    | Potros Neza | 11   | 6  | 3 | 3 | 0 | 10 | 4  | +6   | Acceso a la final |
| 2    | La Piedad   | 10   | 6  | 3 | 3 | 0 | 8  | 4  | +4   |                   |
| 3    | Jalisco     | 4    | 6  | 1 | 1 | 4 | 6  | 11 | −5   |                   |
| 4    | SUOO        | 4    | 6  | 1 | 1 | 4 | 6  | 11 | −5   |                   |

 Fuente: RSSSF

#### Resultados
| Local \ Visitante | JAL | LPD | POT | SUO |
| ----------------- | --- | --- | --- | --- |
| Jalisco           | —   | 1–3 | 1–1 | 1–2 |
| La Piedad         | 1–0 | —   | 0–0 | 1–0 |
| Potros Neza       | 2–0 | 2–2 | —   | 1–0 |
| SUOO              | 2–3 | 1–1 | 1–4 | —   |

### Grupo de Campeonato B
| Pos. | Equipo            | Pts. | PJ | G | E | P | GF | GC | Dif. | Clasificación     |
| ---- | ----------------- | ---- | -- | - | - | - | -- | -- | ---- | ----------------- |
| 1    | Yucatán           | 12   | 6  | 4 | 0 | 2 | 14 | 11 | +3   | Acceso a la final |
| 2    | Nuevo León        | 11   | 6  | 4 | 0 | 2 | 9  | 5  | +4   |                   |
| 3    | U.A. de Querétaro | 6    | 6  | 2 | 0 | 4 | 12 | 15 | −3   |                   |
| 4    | Zacatepec         | 6    | 6  | 2 | 0 | 4 | 6  | 10 | −4   |                   |

 Fuente: RSSSF

#### Resultados
| Local \ Visitante | ATY | NL  | UAQ | ZAC |
| ----------------- | --- | --- | --- | --- |
| Yucatán           | —   | 1–3 | 6–1 | 4–0 |
| Nuevo León        | 0–1 | —   | 2–1 | 0–1 |
| U.A. Querétaro    | 6–0 | 1–3 | —   | 0–3 |
| Zacatepec         | 1–2 | 0–1 | 1–3 | —   |

### Final
La serie final del torneo enfrentó a Potros Neza contra el Yucatán. De nuevo fue necesaria la celebración de un tercer juego de desempate para determinar al ganador.
| 8 de julio de 1989 | Yucatán | 0-1 | Potros Neza        | Estadio Carlos Iturralde Rivero, Mérida |  |
|                    |         |     | 5' Guillermo Cantú |                                         |  |

| 15 de julio de 1989                                  | Potros Neza | 0-1 | Yucatán          | Estadio Azulgrana, México, D.F. |  |
|                                                      |             |     | 15' Alonso Diego |                                 |  |
| Empate en el global 1-1. Se celebra un tercer juego. |             |     |                  |                                 |  |

| 18 de julio de 1989                                                       | Potros Neza                                                          | 3-0 | Yucatán | Estadio Jalisco, Guadalajara |  |
|                                                                           | Ricardo Camacho 23' · Pascual Ramírez 40' · Luis Miguel Salvador 70' |     |         |                              |  |
| 'Potros Neza campeón de la Segunda División 1988-89. Global POT 4-1 YUC ' |                                                                      |     |         |                              |  |

|                                  |
| Potros Neza Campeón 1.er título. |

### Grupo de descenso
| Pos. | Equipo                 | Pts. | PJ | G | E | P | GF | GC | Dif. | Clasificación         |
| ---- | ---------------------- | ---- | -- | - | - | - | -- | -- | ---- | --------------------- |
| 1    | Ecatepec               | 9    | 6  | 3 | 2 | 1 | 9  | 3  | +6   |                       |
| 2    | Deportivo Tepic        | 8    | 6  | 3 | 1 | 2 | 8  | 6  | +2   |                       |
| 3    | Tapatío (D)            | 5    | 6  | 1 | 3 | 2 | 6  | 7  | −1   | Descenso de categoría |
| 4    | Pioneros de Cancún (D) | 5    | 6  | 1 | 2 | 3 | 8  | 15 | −7   | Descenso de categoría |

 Fuente: RSSSF

#### Resultados
| Local \ Visitante  | ECA | PIO | TAP | TEP |
| ------------------ | --- | --- | --- | --- |
| Ecatepec           | —   | 5–0 | 1–0 | 1–0 |
| Pioneros de Cancún | 1–1 | —   | 2–2 | 2–4 |
| Tapatío            | 1–1 | 2–1 | —   | 1–1 |
| Tepic              | 1–0 | 1–2 | 1–0 | —   |